# Khủng hoảng chính trị Peru 2017–nay
Cuộc khủng hoảng chính trị Peru 2017-21 là giai đoạn bất ổn chính trị đang diễn ra tại Cộng hòa Peru trong chính phủ của Pedro Pablo Kuczynski, từ ngày 15 tháng 9 năm 2017 đến ngày 23 tháng 3 năm 2018, và kể từ ngày 7 tháng 7 năm 2018 dưới chính phủ của Martín Vizcarra.
Nó có thể được chia thành năm giai đoạn: Thời kỳ đầu tiên hoặc "cuộc khủng hoảng đầu tiên" là do một loạt các sự kiện chính thức kết thúc vào ngày 15 tháng 9 năm 2017 trong một sự chia rẽ hoàn toàn của Nhà nước thành hai phần. Một phần là nhánh hành pháp, được gọi là "chủ nghĩa chính thức", do tổng thống được bầu theo hiến pháp Pedro Pablo Kuczynski và phần kia là Quốc hội Cộng hòa Peru được kiểm soát chủ yếu bởi Lực lượng Nhân dân của những người theo đường lối Fujimori, đảng tự gọi mình là "phe đối lập" được lãnh đạo đảng này Keiko Fujimori lãnh đạo. Vào ngày 13 tháng 10, Quốc hội Cộng hòa bị chi phối bởi phe đối lập đã nối lại quan hệ với đảng cầm quyền, mặc dù theo cách thức mong manh.
Thời kỳ thứ hai hay "khủng hoảng thứ hai" là do thiếu uy tín mà Tổng thống Cộng hòa Pedro Pablo Kuczynski đã thua cuộc khi phơi bày một xung đột lợi ích khi ông là bộ trưởng của chính phủ Alejandro Toledo (2001-2006), nhân dịp một trong những công ty tư vấn một người của họ đã thực hiện các dịch vụ chuyên nghiệp cho công ty Odebrarou và nhận được các khoản thanh toán đáng kể. Cho đến lúc đó, PPK đã liên tục phủ nhận có bất kỳ mối quan hệ việc làm nào với công ty đó. Tất cả điều này dẫn đến quá trình luận tội đầu tiên chống lại Pedro Pablo Kuczynski), tuy nhiên không thành công. Ngay sau đó, Kuczynski ra sắc lệnh ân xá cựu tổng thống Alberto Fujimori, người đang thụ án 25 năm vì tội chống lại nhân quyền. Quyết định này đã gây ra các cuộc biểu tình lớn ở một số thành phố, sự từ chức của ba bộ trưởng và sự chỉ trích nặng nề từ nhiều nhân vật nổi tiếng. Sau đó, vào ngày 28 tháng 2 năm 2018, Luật Mulder đã được phê duyệt với sự thúc giục của APRA và Fujimorism. Điều đó đã cấm công khai nhà nước trên các phương tiện truyền thông tư nhân và ngay sau đó đã xuất hiện quá trình luận tội lần thứ hai chống lại Pedro Pablo Kuczynski.
Giai đoạn thứ ba hay "khủng hoảng thứ ba" bắt đầu vài ngày trước khi Quốc hội tranh luận về yêu cầu tuyển dụng, khi vào ngày 20 tháng 3 năm 2018, tiết lộ video và âm thanh của phái Fujimori cho thấy các nhà điều hành chính phủ, bao gồm cả một bộ trưởng Nhà nước, đã đàm phán với một nghị sĩ của Lực lượng Bình dân để mua phiếu bầu của ông chống lại vị trí tuyển dụng, để đổi lấy các tác phẩm cho khu vực của ông. Ngày hôm sau, tổng thống đã gửi thư từ chức cho Quốc hội, được chấp nhận vào ngày 23 tháng 3 năm 2018. Cùng ngày đó, kỹ sư Martín Vizcarra đã tuyên thệ nhậm chức Tổng thống mới, khi ông ở trong hàng ngũ kế vị với tư cách là Phó Tổng thống Cộng hòa đầu tiên.
Giai đoạn thứ tư hoặc "cuộc khủng hoảng thứ tư" bắt đầu vào ngày 7 tháng 7 năm 2018, khi cổng thông tin Phóng viên-IDL công bố CNM Audios, các bản ghi sẽ tiết lộ các đề nghị về hình phạt, các sắc lệnh và hành động cảm ơn về các ưu đãi hoặc đàm phán cho các chương trình khuyến mãi. các quan chức của Hội đồng Thẩm phán Quốc gia (cơ quan của Bộ Công cộng có liên quan đến các nhân vật công cộng đa dạng như chính trị gia, công nhân và vận động viên, đứng đầu luật sư César Hinostroza), điều này sẽ gây ra kêu gọi tuần hành chống tham nhũng yêu cầu "biến mất tất cả" đề cập đến các chính trị gia nói chung và đại hội nói riêng. Tổng thống Cộng hòa đương nhiệm Martin Vizcarra trong bài phát biểu cho ngày lễ quốc gia cho biết ông sẽ triệu tập trưng cầu dân ý của các nghị sĩ và thành viên của Hội từ thiện. Cuộc trưng cầu dân ý đã diễn ra và gây ra sự bình tĩnh tương đối với chiến thắng của vị trí chính thức của Vizcarra.
Giai đoạn thứ năm hay "cuộc khủng hoảng thứ năm" bắt đầu vào ngày 31 tháng 12 năm 2018 khi công tố viên của Quốc gia Pedro Chávarry vào thời gian của năm mới 2019 đã loại bỏ các công tố viên José Domingo Pérez và Rafael Vela Barba, phụ trách vụ án chính sách Keiko Fujimori và cựu Tổng thống Alan García, cùng ngày hôm đó, toàn bộ gánh nặng truyền thông đã được sinh ra bởi Chính phủ President Vizcarra -bao gồm cả hai lĩnh vực của phe đối lập và chính trị cánh hữu và cánh tả- chống lại quyết định đó và chống lại nhân vật Công tố viên của mình, yêu cầu từ chức. Hậu quả, được cụ thể hóa vào ngày 2 tháng 1 năm 2019, là lệnh của Chávarry thay thế các công tố viên Pérez và Vela.